# Martigny-le-Comte
Martigny-le-Comte ist eine französische Gemeinde mit 404 Einwohnern (Stand 1. Januar 2022) im Département Saône-et-Loire in der Region Bourgogne-Franche-Comté. Sie gehört zum Arrondissement Charolles und zum Kanton Charolles.
Nachbargemeinden von Martigny-le-Comte sind Pouilloux im Norden, Marizy im Nordosten, Ballore im Osten, Mornay im Südosten, Viry im Süden, Baron im Südwesten, Saint-Bonnet-de-Vieille-Vigne im Westen und Ciry-le-Noble im Nordwesten.

## Bevölkerungsentwicklung
| Jahr      | 1962 | 1968 | 1975 | 1982 | 1990 | 1999 | 2007 |
| Einwohner | 517  | 578  | 570  | 550  | 506  | 463  | 431  |

## Sehenswürdigkeiten
- Schloss Martigny-le-Comte
- Burgruine Commune (vermutlich 10. Jahrhundert)
- Pfarrkirche (12. Jahrhundert)